# John Prentice
Compléments
Rip Kirby
John Prentice, né John Franklin Prentice le 25 octobre 1939 à Whitney à Texas aux États-Unis et mort le 25 mai 2000 au Westport, Connecticut, est un dessinateur de bande dessinée américain qui reprit le comic strip Rip Kirby à la mort du créateur Alex Raymond.
Il reçut le prix National Cartoonist Society Story Comic en 1966, 1967 et 1986.

## Carrière
Après avoir brièvement été présent à l'Art Institute of Pittsburgh dans la Pennsylvanie, il travaille à New York dans de différents métiers d'illustrateur avant d'être choisi par la King Features Syndicate, en 1956, pour remplacer Alex Raymond. Il dessine Rip Kirby quarante-trois années durant.
Au milieu des années 1970, parmi d'autres dessinateurs américains, John Prentice est choisi par Michel Greg et Jean Van Hamme pour dessiner Largo Winch pour le journal de Tintin et, au bout de quelques planches réalisées, lassé des décors, il abandonne.

## Récompenses
John Prentice reçoit le prix de la National Cartoonists Society du comic strip à suivre en 1967, 1968 et 1987 pour son travail sur Rip Kirby.